# Brzozówek (Mysłaków)
Brzozówek – część wsi Mysłaków w Polsce położona w województwie łódzkim, w powiecie łowickim, w gminie Nieborów.
W latach 1975–1998 Brzozówek administracyjnie należał do województwa skierniewickiego.